# Ramón Oller
Ramón Oller Martínez (Esparraguera, 1962) es un coreógrafo y director de escena de Cataluña, España.
Estudió arte dramático en el Instituto del Teatro en Barcelona, ampliando posteriormente sus estudios en danza clásica en Londres y París. Interesado, no sólo en la danza clásica, ha trabajado también en coreografías para el teatro, la zarzuela, el musical, la ópera y el ballet. En 1984 debutó como coreógrafo con su obra Dos días y medio, cuyo excelente recibimiento por el público le permitió crear al año siguiente la compañía "Metros". Coordinador artístico del Centro Andaluz de Danza desde el año 1996, ha realizado coreografías para la Compañía Nacional de Danza, Ballet Nacional de España, Ballet Cristina Hoyos, ITdansa, Dagoll Dagom, Gran Teatro del Liceo, Centro Dramático Nacional, Teatro de la Zarzuela, Festival Internacional de Música de Peralada y el Teatre Lliure, así como el Ballet Nacional de Paraguay, Ballet Hispánico, Goodspeed Opera House (Estados Unidos), Ballet de la Ópera de Essen (Alemania) e Introdans (Países Bajos), entre otras
En 1994 fue galardonado con el Premio Nacional de Danza concedido por el Ministerio de Cultura de España y en 1996 con el Premio Nacional de Danza concedido por la Generalidad de Cataluña. Asimismo su obra Romy & July fue galardonada en 1998 con el Premio Ciudad de Barcelona de las Artes Escénicas.
En el 2008 fue profesor de composición del Instituto del Teatro de Barcelona dentro de los estudios de grado superior de danza contemporánea. Director del conservatorio de grado medio y superior de danza de Barcelona Instituto del Teatro.

## Coreografías (selección)
- La fille mal gardée (1997)
- Sols a Soles (1997)
- Romy & July (1998)